# الجابي (مسورة)

تعديل مصدري - تعديل

الجابي هي إحدى قرى عزلة دماج بمديرية مسورة التابعة لمحافظة البيضاء، بلغ تعداد سكانها 27 نسمة حسب تعداد اليمن لعام 2004.